# فاوستو تسفي
فاوستو تسفي (بالإيطالية: Fausto Zevi)‏ هو عالم آثار إيطالي، ولد في 1938.